# Йожеф Бугайло
Йожеф Бугайло (угор. József Buhajla) (1965) — угорський дипломат. Генеральний консул Угорщини в Ужгороді (з 2015).

## Життєпис
Народився в 1965 році в Будапешті. Закінчив Пушкашське професійне училище. Після закінчив кафедру електротехніки Політехніки Кандо Кальмана, інженер-електрик.
З 15 жовтня 1990 року на дипломатичній службі в МЗС Угорщини. Працював на посадах аташе, старшим аташе, начальником відділу тощо. Працював у Генеральних консульствах Угорщини у таких містах як Варшава, Берлін, Афіни, Москва, Суботіца.
З квітня 2015 року — Віце-консул Угорщини в Ужгороді.
З 6 листопада 2015 року — Генеральний консул Угорщини в Ужгороді. Його мандат діє до 30 грудня 2019 року.

## Сім'я
Йожеф Бугайло батько чотирьох дітей.
- Донька — Нора, закінчила ELTE International.
- Син — Андрій, студент електротехніки.
- Донька — Лівія, студентка медичного інституту.
- Донька — Бланка, учениця 3-ї середньої школи Ужгороду.